# Emma Albani
Pour les articles homonymes, voir Albani.
Emma Albani, née Marie-Louise-Emma-Cécile Lajeunesse à Chambly le 1er novembre 1847 et morte à Kensington, le 3 avril 1930 est l'une des sopranos les plus célèbres du XIXe siècle et du début du XXe siècle, et la première cantatrice québécoise et canadienne à devenir une célébrité internationale.

## Biographie

### Enfance et formation
Marie-Louise-Emma-Cécile Lajeunesse naît le 1er novembre 1847 à Chambly, au Québec. Son père, Joseph Lajeunesse, est musicien professionnel (professeur de harpe, de piano et d'orgue) et sa mère, Mélina Mignault, est pianiste amateure et initie au piano la jeune Emma et sa sœur, Cornélia. Cette dernière devient d'ailleurs musicienne professionnelle, enseignant notamment à la famille royale espagnole et accompagnant Emma lors de ses tournées. Joseph Adélard, leur frère, devient quant à lui curé.

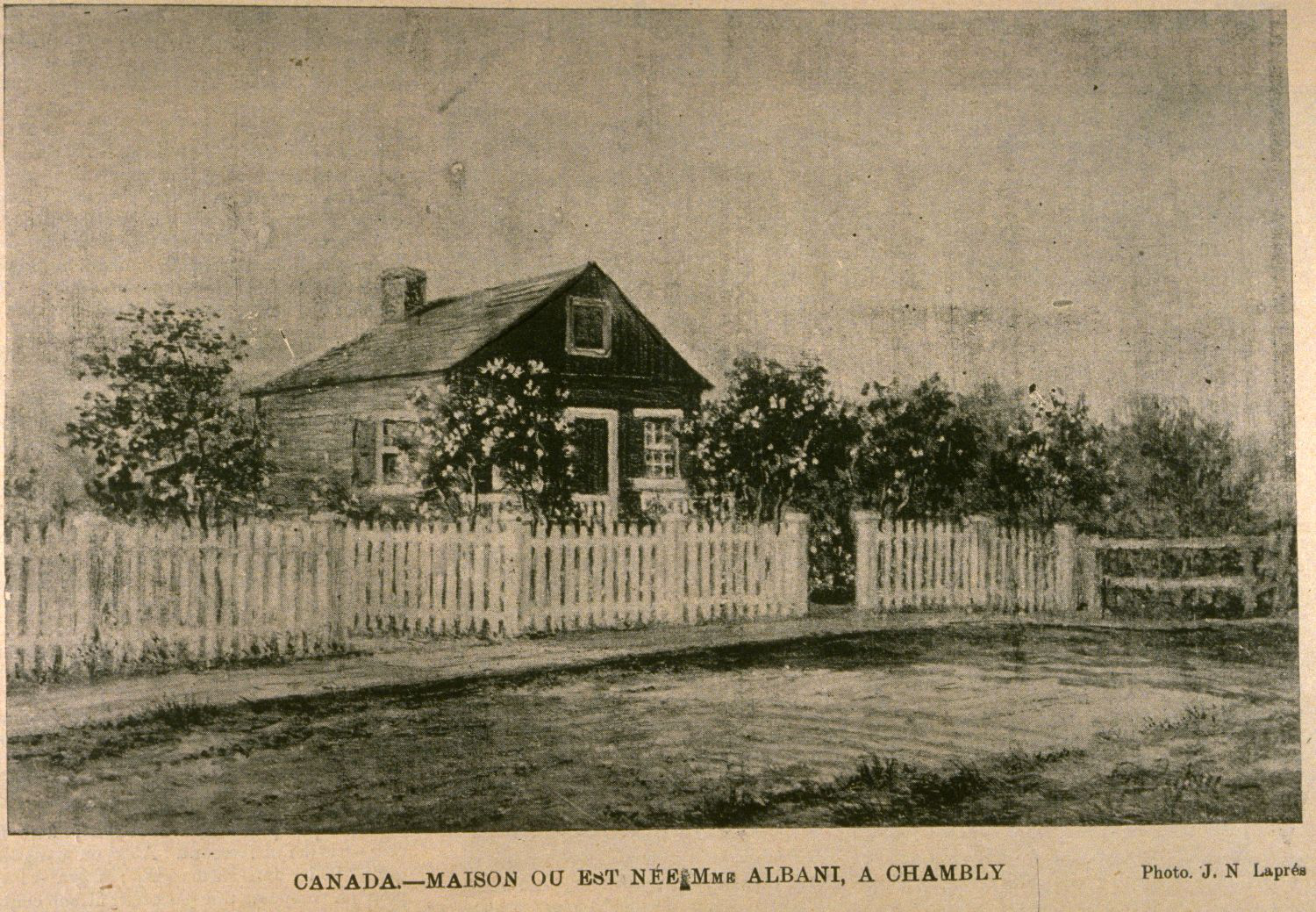
Maison natale d'Emma Lajeunesse, à Chambly.

En 1856, la mère d'Emma Lajeunesse (elle prend le nom « Albani » plus tard) meurt des suites d'un accouchement. La famille déménage alors à Montréal et Joseph Lajeunesse prend en charge l'éducation musicale de ses filles. Emma perfectionne ses talents au piano et apprend la harpe, qu'elle pratique six heures par jour. Son père lui apprend à lire les œuvres musicales et l'initie aux grands compositeurs. Elle développe aussi une capacité d'improvisation et compose des pièces (une seule d'entre elles a été retrouvée). Très tôt, la jeune Emma met à profit ses talents musicaux en donnant des concerts à Montréal et ses alentours (Chambly, Saint-Jean, Sorel, Terrebonne, etc.).
Deux après la mort de sa mère, la jeune Emma poursuit son éducation au couvent du Sacré-Cœur, à Sault-au-Récollet. Emma et sa sœur Cornélia n'ont pourtant pas les moyens financiers pour accéder à cet établissement fréquenté par les filles de la bourgeoisie canadienne française : elles sont acceptées pour leurs talents musicaux exceptionnels. Au couvent, Emma hésite entre la poursuite d'une carrière musicale et l'appel d'une vie consacrée à la religion. Mère Trincano, une religieuse d'origine milanaise, la convainc de se consacrer à la musique. Emma Albani quitte le Sacré-Cœur en 1865, après sept années d'études rigoureuses.

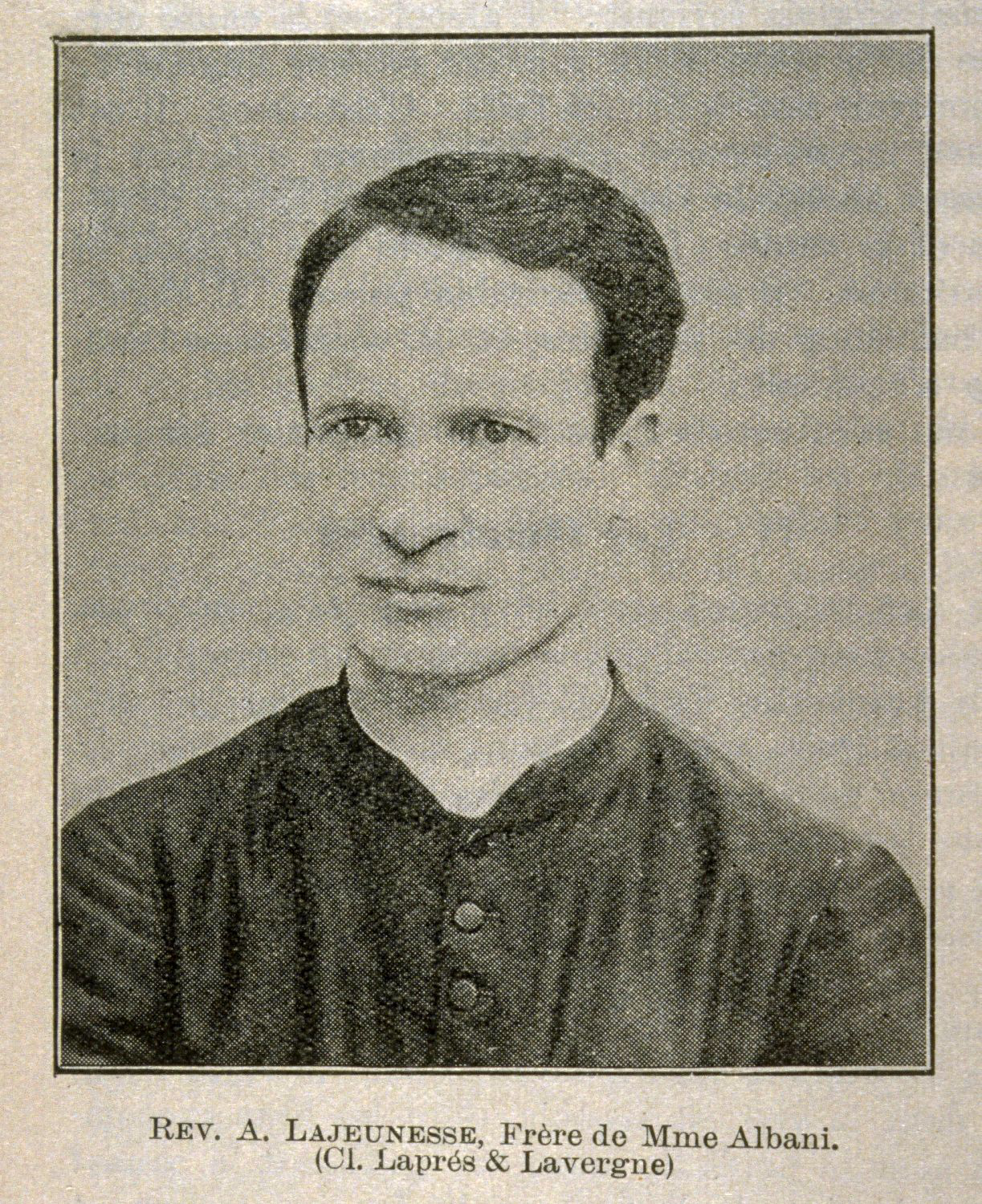
Joseph Adélard, le frère d'Emma Albani. Il se voue à l'Église.

Après son passage au couvent, la jeune Emma veut poursuivre sa formation musicale en développant ses aptitudes de cantatrice. Le Québec ne dispose toutefois pas d'institutions propices à l'accomplissement de cet objectif. De plus, le clergé catholique et les journaux conservateurs condamnent ouvertement le milieu artistique (Joseph Lajeunesse est d'ailleurs la cible de sévères critiques dans un article de L'Union catholique). Emma Lajeunesse doit alors se tourner vers l'étranger. Alors qu'elle était encore au Sacré-Cœur, son père avait d'ailleurs déjà essayé de récolter des fonds, notamment avec des concerts, pour l'envoyer en Europe, sans succès. Les prestations d'Emma Lajeunesse lui assurent une visibilité médiatique (notamment dans La Minerve, qui parle d'une voix « exilée du ciel ») mais ne lui permettent pas d'amasser l'argent nécessaire à des études européennes.
Sa famille déménage alors à Albany, capitale de l'État de New York, en 1865. Emma Lajeunesse devient soprano à l'église catholique Saint-Joseph et gagne de l'argent pour poursuivre ses études. À Saint-Joseph, elle entre en contact avec le répertoire sacré de grands compositeurs comme Mozart, Beethoven ou Cherubini. De grands noms du milieu sont rapidement impressionnés par le talent de Lajeunesse. Un éminent imprésario et professeur de musique, Maurice Strakosch, se déplace de New York pour l'entendre chanter et Monseigneur Conroy, évêque d'Albany, organise des concerts-bénéfices, afin de l'aider à réaliser son rêve européen : en 1868, Emma Lajeunesse part pour le Vieux Continent.
Dès 1868, elle commence à étudier auprès du célèbre ténor Gilbert Duprez au Conservatoire de Paris. Elle reste six mois à Paris, puis va à Milan, en Italie, où elle étudie la technique de chant italienne avec Francesco Lamperti. Lamperti lui permet d'accomplir d'immenses progrès en matière de chant et reste son mentor tout au long de sa carrière. Sous les conseils de son professeur d'élocution, Signor Delorenzi, elle change son nom en Emma Albani, qui sonne plus européen (il n'y a pas de lien à faire avec la ville d'Albany de l'État de New York). Ayant amélioré sa portée au cours de plusieurs mois de formation et ayant besoin de générer des revenus, elle reçoit la bénédiction de Francesco Lamperti pour faire ses débuts à l'opéra.

### Carrière

#### Débuts à l'opéra
Elle débute le 30 mars 1870, à Messine, en Sicile, au Teatro Vittorio Emanuele II. Elle joue le rôle d'Alina, dans La Regina di Golconda de Gaetano Donizetti, d’Oscar, dans Un bal masqué de Giuseppe Verdi et d'Amina, dans La sonnambula de Vincenzo Bellini,. Sa prestation dans le rôle d'Amina est un grand succès : la foule réclame 15 rappels et la presse est très élogieuse. On surnomme alors Albani la « fille de Bellini », le « serin d'Amérique » ou encore le « doux rossignol canadien ». Au Québec, on la qualifie de « fleur nationale ».
Emma Albani est immédiatement invitée à Malte pour jouer dans divers opéras durant la saison 1870-1871. Elle y fait la connaissance de Frederick Gye, directeur du prestigieux Covent Garden de Londres (qui s'appelait à l'époque le Royal Italian Opera). En 1872, elle signe un contrat de cinq ans avec Gye.

#### Le Covent Garden de Londres et la montée au sommet

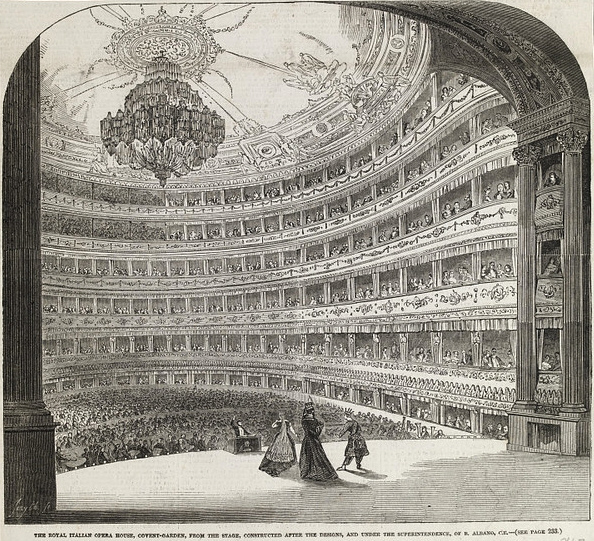
Le Royal Italian Opera en 1847.

À l'époque où Emma Albani arrive au cœur de l'Empire britannique, Londres est déjà une métropole bouillonnante et d'avant-garde, ayant notamment accueilli l'Exposition universelle de 1851. Forte de ses succès à Malte puis à Florence, Albani fait ses débuts londoniens le 2 avril 1872, alors qu'elle interprète, une fois de plus, le rôle d'Amina dans La Sonnambula,. La presse londonienne est élogieuse à l'égard d'Albani, dont on salue « la voix de soprano authentique ».
Elle devient alors la première Canadienne de l'histoire à monter sur la scène du Covent Garden, qu'elle anime pendant 20 ans, entre 1872 et 1896. Elle est notamment en concurrence avec Adelina Patti, dont elle se distingue par l'interprétation de multiples rôles dramatiques : Elsa dans Lohengrin, Elisabeth dans Tannhaüser, Senta dans Der Fliegende Holländer, Isolde dans Tristan und Isolde ou encore Desdemona dans Otello.
Les saisons des opéras londoniens ne se déroulant qu'entre avril et juillet, il était pratique courante, pour les chanteurs de l'époque, d'organiser des tournées européennes. Après avoir signé un contrat à Londres, Emma Albani part donc pour Paris. Elle monte sur les planches du Théâtre-Italien le 24 octobre 1872. Elle interprète alors trois rôles : Amina (La sonnambula, Bellini), Lucia (Lucia di Lammermoor, Donizetti) et Gilda (Rigoletto, Verdi). Les critiques parisiennes sont toutefois mitigées, comme l'explique l'historienne Myriam Wojcik :

« Certains vantent sa « voix pure et cristalline », sa « virtuosité déjà remarquable », de même que le naturel de son jeu et son grand charisme, mais d’autres la jugent trop maigre, et considèrent que sa voix manque de souplesse comparativement à d’autres chanteuses comme Patti. Il faut dire que les attentes étaient très grandes puisqu’on l’avait annoncée comme étant la future diva, une fusion entre les voix de Patti et de Nilsson, alors que, malgré son talent indéniable, elle était débutante. »

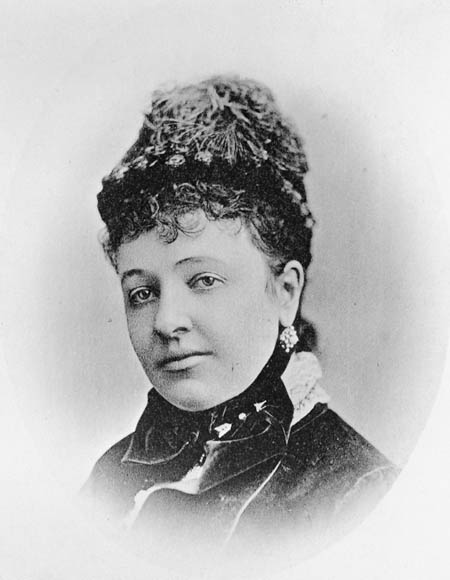
Emma Albani

Ces critiques sont toutefois loin de freiner l'élan international d'Emma Albani. Cette dernière offre alors des prestations lors de soirées privées organisées par la haute société londonienne, notamment lors de concerts royaux organisés à Buckingham Palace. Sollicitée en Russie, elle part chanter à Moscou et à Saint-Pétersbourg. Elle y rencontre même le tsar Alexandre II, empereur de Russie, qui lui offre une croix de diamants en guise de reconnaissance pour ses prestations. Bien que cette rencontre impériale soit étonnante, elle est éclipsée par une autre impressionnante amitié : celle de la reine Victoria, souveraine du Royaume-Uni entre 1837 et 1901. Les deux femmes prennent contact lors d'un concert privé en juillet 1874, alors qu'Albani est invitée à offrir une prestation au château de Windsor. Grande amatrice d'opéra, la reine Victoria fait d'Emma Albani sa préférée et, jusqu'à sa mort en 1901, cultive une grande amitié avec la jeune soprano québécoise.
Emma Albani part ensuite aux États-Unis alors qu'une grande tournée est organisée, entre octobre 1874 et février 1875, dans plusieurs villes américaines : New York, Philadelphie, Boston, Brooklyn, Chicago, Saint-Louis et Indianapolis. Elle est accompagnée par d'autres chanteurs, dont Adelina Patti, et le point culminant de la tournée est une prestation à l'Academy of Music de New York, où Albani interprète les grands rôles qu'elle connaît bien. À l'opéra de New York, la soprano québécoise interprète le rôle d'Elsa, dans Lohengrin de Richard Wagner. La tournée aux États-Unis est d'ailleurs l'occasion pour Albani de se familiariser avec le répertoire wagnérien, chanté en italien à l'époque. Elle se rend même en Allemagne, à Dresde et à Munich, où, avec Franz Wüllner, elle étudie des rôles du répertoire opératique de Wagner. Encensée par les Américains, Albani continue d'interpréter les pièces du compositeur allemand à son retour au Covent Garden.

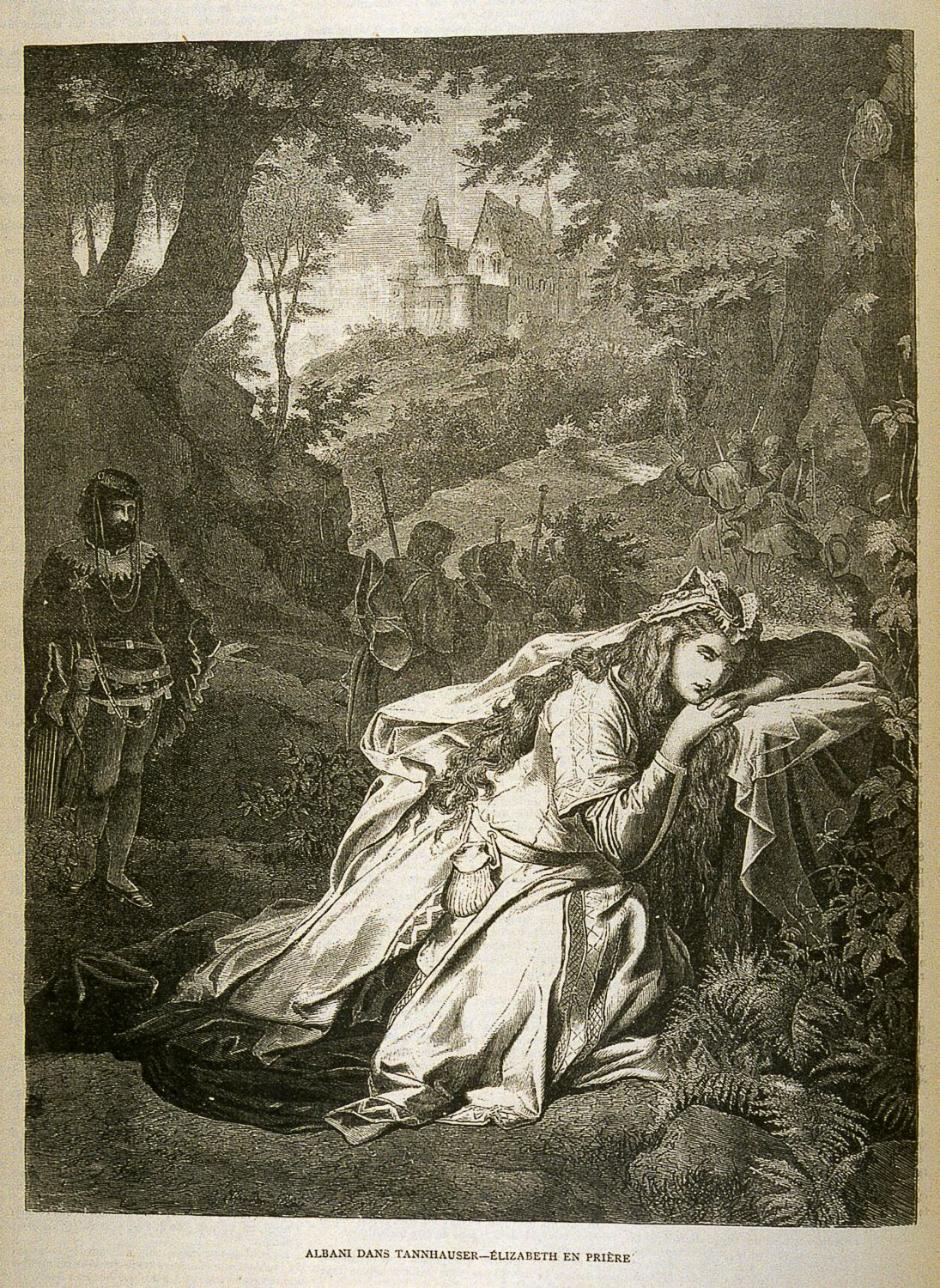
Emma Albani dans Tannhauser de Richard Wagner. Elle y interprète le rôle d'Élizabeth, ici en prière.

#### Mariage et rayonnement international
Le 6 août 1878, Emma Albani épouse Ernest Gye, le fils de Frederick Gye, directeur d'opéra du Covent Garden qui l'a propulsée vers les sommets. Le mariage se déroule à la Bavarian Chapel, une chapelle catholique romaine de Londres. Certains critiquent Albani, l'accusant de former cette union par carriérisme. Quoi qu'il en soit, le couple a un fils, prénommé Ernest Frederick, le 4 juin 1879. Ce dernier fait plus tard carrière dans la diplomatie, devenant notamment consul général à Tanger (1933 à 1936) puis ambassadeur de Grande-Bretagne au Venezuela (1936 à 1939). Il vit à Montréal dans les années 1940 et meurt à Londres en 1955. L'année de sa naissance, en 1879, Ernest Gye, l'époux d'Emma Albani, devient directeur du Royal Italian Opera après la mort accidentelle de son père. Il est responsable de l'institution jusqu'en 1884.
Au début des années 1880, Emma Albani poursuit ses tournées européennes, parallèlement à ses prestations au Convent Garden. À la fin du XIXe siècle, l'opéra européen change de cap : il se détourne de plus en plus de l'Italie pour se concentrer sur les œuvres allemandes. Le Royal Italian Opera change même de nom en 1892, devenant le Royal Opera House. Bien qu'elle doive s'adapter, la pente n'est pas trop abrupte pour Albani, qui était déjà familière avec le répertoire allemand et wagnérien. À l'hiver 1882, elle interprète le rôle d'Elsa à l'Opéra impérial de Berlin devant l'Empereur Guillaume Ier. Ce dernier est impressionné par la prestation d'Albani. Il la fait venir dans sa loge et lui décerne le titre honorifique de cantatrice à la cour royale (Hofkammersängerin).

En 1883, sous l'invitation de James Henry Mapleson, qui dirige l'Academy of Music de New York, elle entame une tournée nord-américaine en compagnie d'Adelina Patti. Elle fait alors un triomphe à Chicago, Washington, Baltimore, New York, Brooklyn et Toronto. Son passage en Amérique lui donne également l'occasion de rentrer à la maison : à la fin de mars 1883, Emma Albani débarque à Montréal pour la première fois en 18 ans. Elle est accueillie comme une véritable « gloire nationale » par ses compatriotes, comme en témoigne la foule de plusieurs milliers de personnes qui l'attendent à la gare Bonaventure, le 26 mars au soir. Elle leur offre deux prestations au Queen's Hall, les 27 et 29 mars, en plus d'une supplémentaire le 31, imposée par la forte demande en billets . Ces derniers se vendent à des prix faramineux pour l'époque et le retour d'Albani parmi les siens est un grand succès. La presse québécoise est dithyrambique à son égard et le poète Louis Fréchette lui dédie même un poème. 

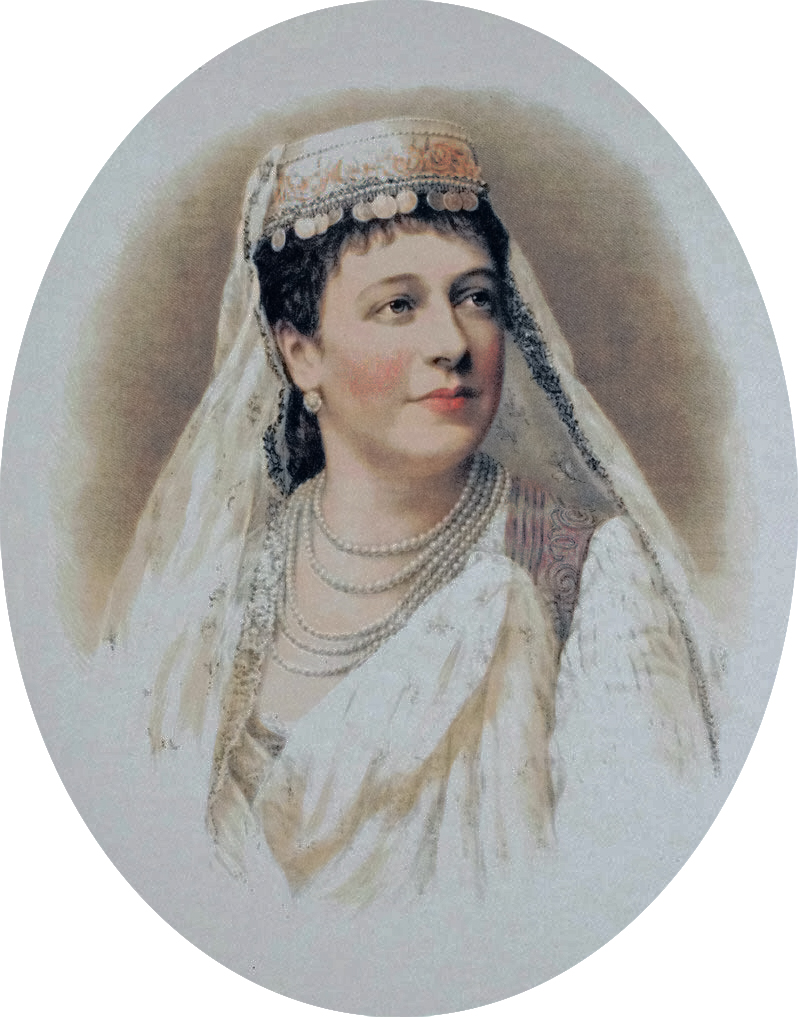
Madame Albani, 1884

Plus tard, Emma Albani joue avec beaucoup de talent les rôles d'Eva (Die Meistersinger, Wagmer) et de Desdemona (Otello, Verdi). Elle chante dans le premier Covent Garden de la Metropolitan Production. Elle chante dans beaucoup d’œuvres, notamment dans celles de Gounod, Mackenzie, Cowen, Dvorak, Elgar, etc. En 1886, à Saint Elizabeth, elle chante à l'occasion de la visite de Franz Liszt, compositeur et pianiste hongrois, en Angleterre. Elle donne aussi des concerts à Paris, à Bruxelles, en Allemagne, aux États-Unis, au Mexique, au Canada et fait plus tard une tournée en Inde, en Australie et en Afrique du Sud. Sa voix remarquable laisse partout le souvenir d’une soprano d'une qualité sans nom.
Albani se joint à la tournée Abbey-Graw en 1889, et fait ses débuts au Metropolitan Opera en 1891 dans le rôle de Gilda dans Rigoletto. Elle connaît le dernier et grand triomphe de sa carrière en 1896 en tant que Isolde dans Tristan et le Roi Marc de Jean Edouard de Reszke. Elle relâche sa carrière mais continue les tournées, visitant notamment le Canada en 1901, 1903 et 1906. Elle donne sa dernière représentation publique à Londres le 14 octobre 1911 au Royal Albert Hall devant dix mille spectateurs. Plusieurs artistes, en guise d’hommage, partagent la scène avec elle. Parmi eux, sa rivale devenue amie, Adelina Patti. La même année paraît son autobiographie, Forty Years of Song, qui est traduite en 1972 par Gilles Potvin sous le titre Mémoires d'Emma Albani; l'éblouissante carrière de la plus grande cantatrice québécoise.
Emma Albani fait aussi quelques enregistrements au début des années 1900, grâce à l'invention du phonographe.

#### Fin de carrière et dernières années
Peu après son abandon de la scène, de mauvais investissements de son mari réduisent le couple à une quasi-pauvreté et Albani doit chanter dans les music-halls et donner des cours de chant. En 1925, son mari meurt, et des concerts bénéfices amassent assez d'argent pour lui permettre de vivre dans l'aisance jusqu'à sa mort.
Son fils Ernest Frederick crée en 1934 le prix Albani qui devait être décerné chaque année à une jeune chanteuse par le Royal College of Music de Londres. Il lègue à la ville de Chambly tous les documents et effets personnels ayant appartenu à sa mère.

### Mort
Emma Albani meurt le 3 avril 1930 dans le quartier de Kensington, à Londres.

## Honneurs
- « Albani », poème de Gonzalve Desaulnier publié en 1900 dans le recueil École littéraire de Montréal, Les Soirées du Château de Ramezay (ISBN 1145827241), p. 169)[21].
- En 1925, elle reçoit du roi George V la distinction de Dame Commander of the Order of British Empire[2].
- Une rue est nommée à son honneur dans la ville de Québec (Ville)[22] et dans le nord-est de la ville de Montréal[23].
- En 1980, un timbre postal canadien portant sur la thématique de la musique est consacré à Emma Albani, cinquante ans après sa mort[24].
- Une verrière de Frédéric Back installée dans la station de métro Place-des-Arts à Montréal représente Emma Albani aux côtés d'autres musiciens notoires[25].
- Au début des années 1990, le comédien et dramaturge Simon Fortin crée la pièce Le pays dans la gorge en s'inspirant de la vie d'Emma Albani. La première de l'œuvre, dont la mise en scène est assurée par Serge Denoncourt, a lieu au Théâtre populaire du Québec le 16 janvier 1992[26].